# Jackson (Louisiana)
Jackson is een plaats (town) in de Amerikaanse staat Louisiana, en valt bestuurlijk gezien onder East Feliciana Parish.

## Demografie
Bij de volkstelling in 2000 werd het aantal inwoners vastgesteld op 4130.
In 2006 is het aantal inwoners door het United States Census Bureau geschat op 3772, een daling van 358 (-8,7%).

## Geografie
Volgens het United States Census Bureau beslaat de plaats een oppervlakte van
11,6 km², geheel bestaande uit land. Jackson ligt op ongeveer 50 m boven zeeniveau.

## Plaatsen in de nabije omgeving
De onderstaande figuur toont nabijgelegen plaatsen in een straal van 20 km rond Jackson.